# 特洼萨依河
特洼萨依河也作萨尔克特河、萨尔克提河，位于中华人民共和国新疆维吾尔自治区伊犁哈萨克自治州尼勒克县东部的一条河流，孟克特河右岸支流。发源于依连哈比尔尕山南坡西部冰川区，主源流源头位于一条长约8.5千米、面积约为19平方千米的山谷冰川末端，蜿蜒向南流，于孟克特河口上游约800米处注入孟克特河。河流全长26.2千米，流域面积289平方千米。